# Giardino della Butte Bergeyre

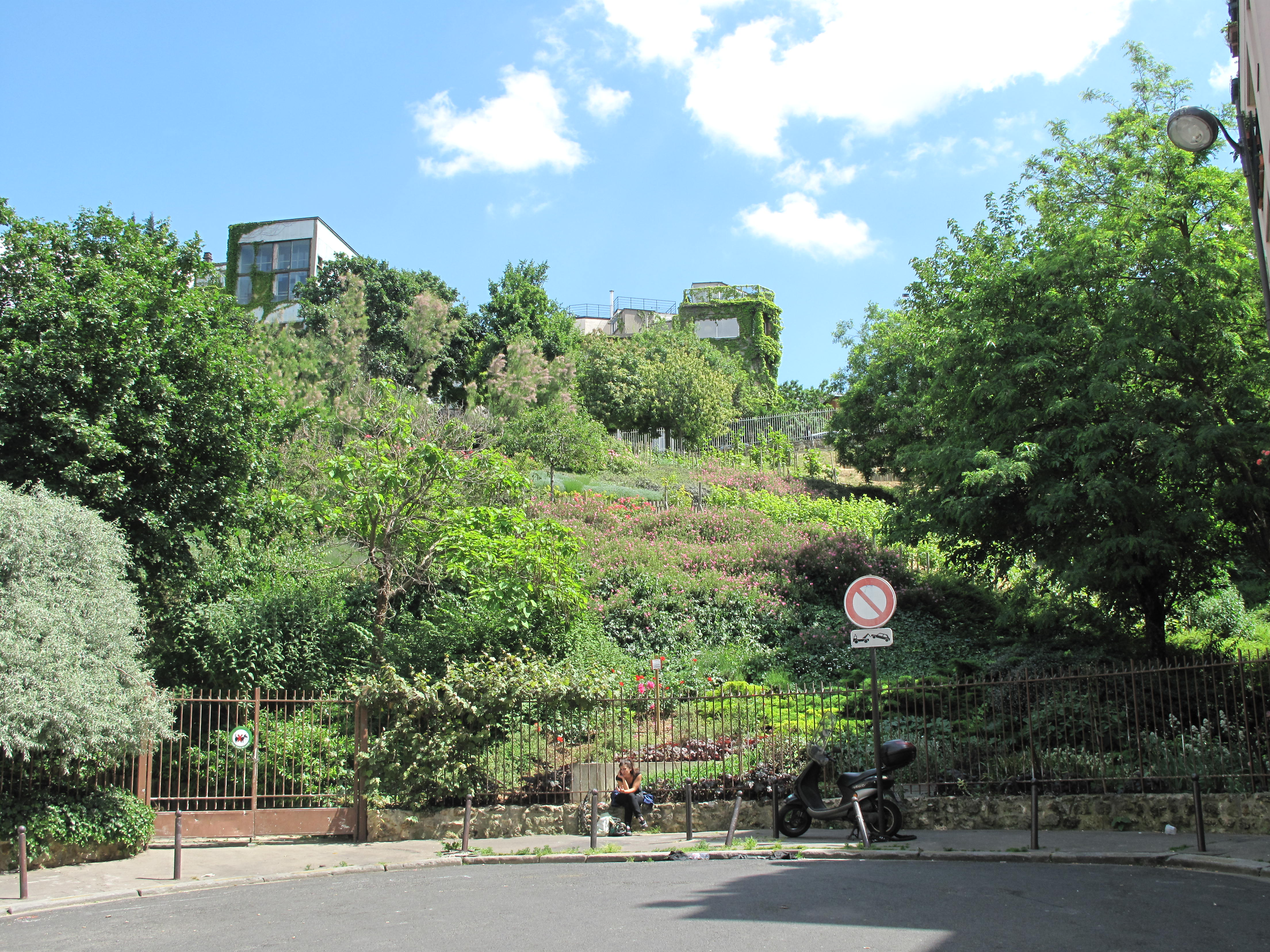
Il giardino visto dalla rue des Chaufourniers

Il giardino della Butte-Bergeyre, anticamente giardino dei Chaufourniers, è uno spazio verde situato sulla butte Bergeyre, nel XIX arrondissement di Parigi, quartiere Combat. Esso comprende un giardino condiviso e una piccola vigna, il clos dei chaufournier.

## Storia
Il giardino condiviso è stato inaugurato il 26 settembre 2004 in occasione della Festa dei giardini. Esso offre un ampio panorama su Montmartre e ospita molte specie di alberi, di piante, fiori e piante aromatiche (fichi, nespoli, lavanda, kiwi, …) su spazi comuni e una decina di particelle individuali di un metro quadro.
Uno spazio chiuso ospita sei arnie dalle quali sono stati ottenuti nel 2013 170 chilogrammi di miele. I bambini dispongono di un piccolo spazio per giochi.
Il giardino della butte Bergeyre ospita anche un piccolo vigneto, il clos des Chaufourniers, che produce circa 100 litri di vino l'anno. Gli acini vengono spremuti a Bercy. I vitigni piantati dopo il 1995 sono principalmente del chardonnay addizionato di sauvignon, di moscato e di chasselas (60 ceppi) e del pinot nero (180 ceppi dal 2010) su una superficie totale di 600 mq.
A nord del giardino si trova la casa futurista Zilvelli, costruita nel 1933 dall'architetto Jean Welz.

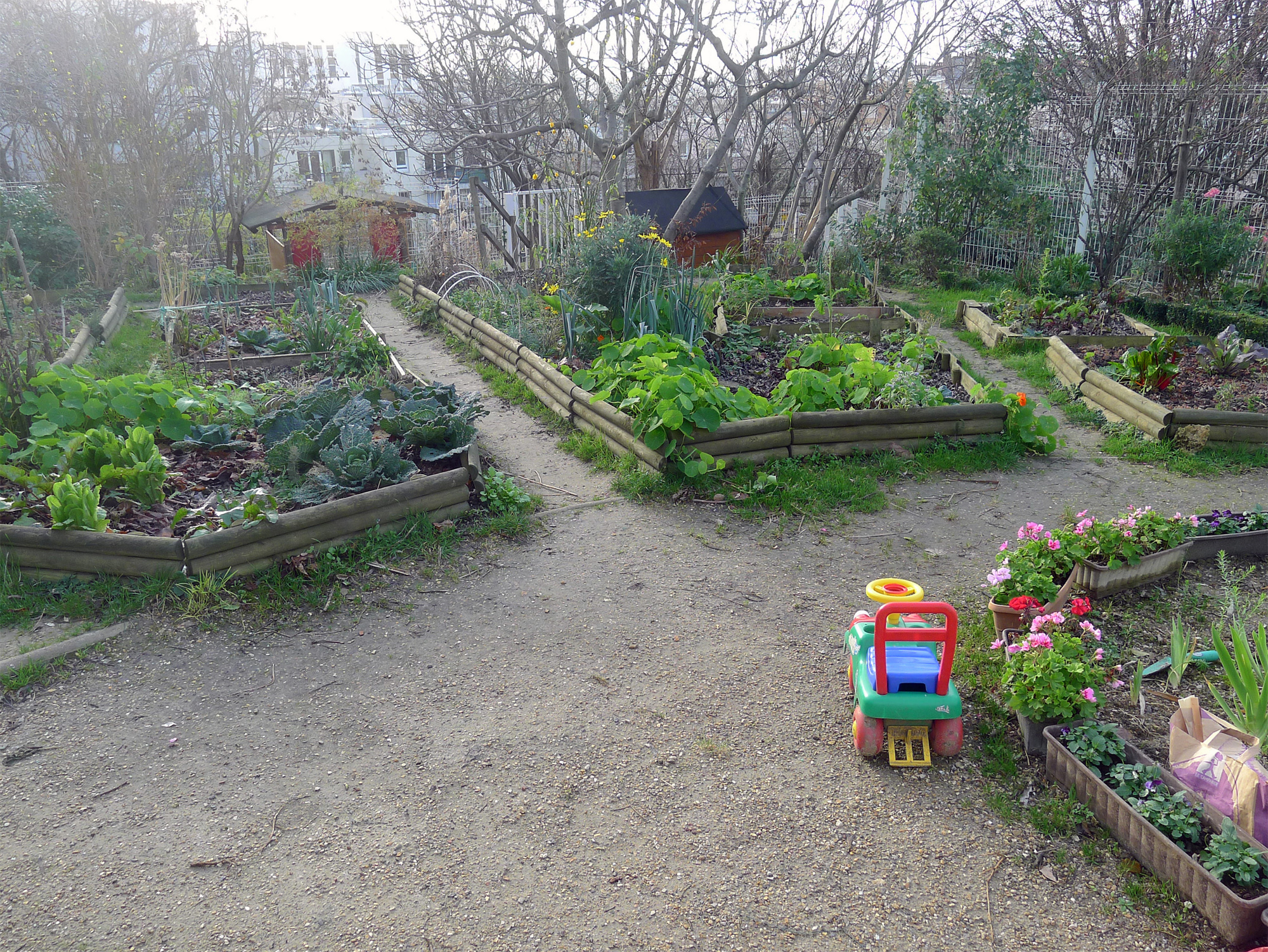
Il giardino condiviso, aperto a tutti.
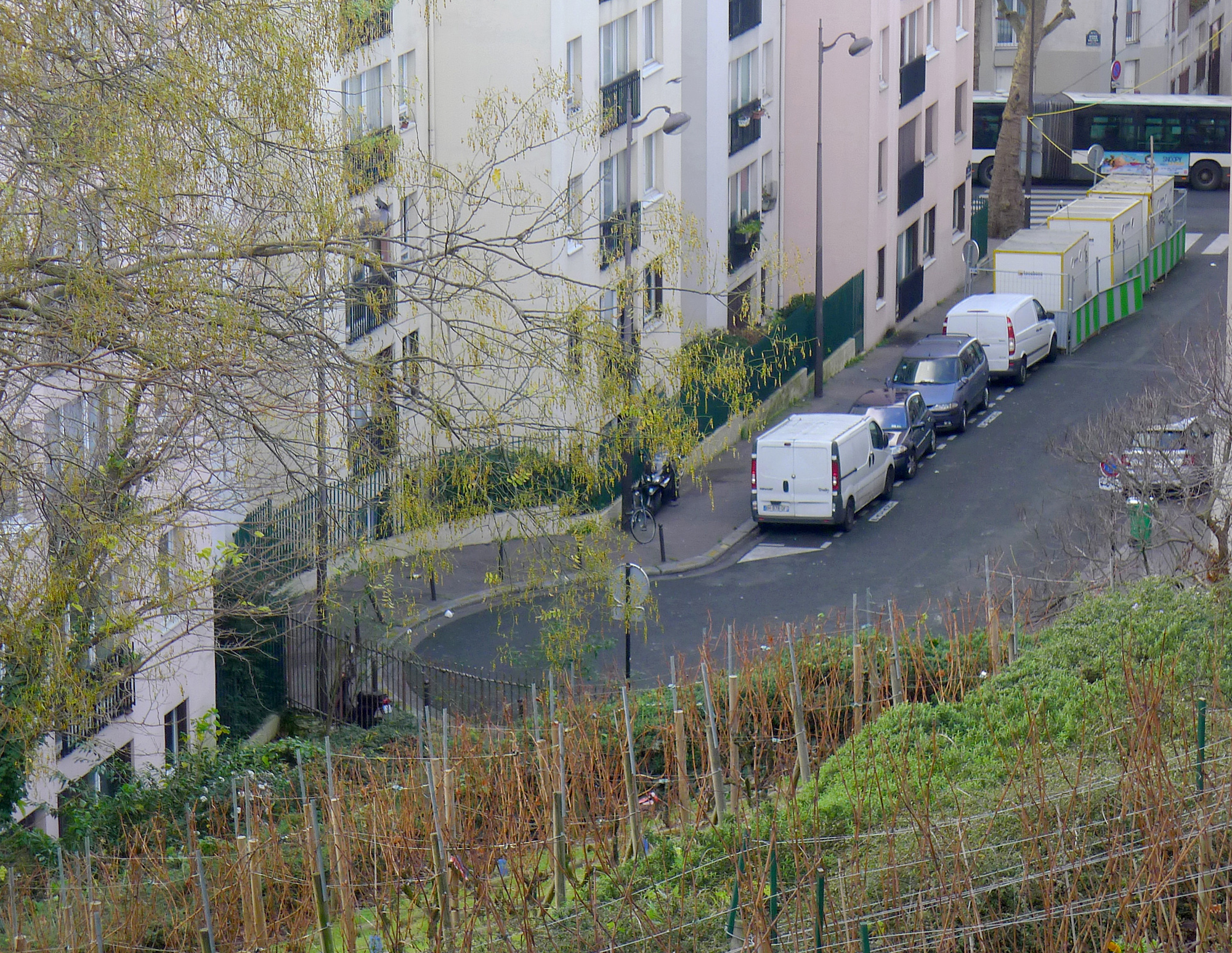
Via e clos des Chaufourniers dalla butte Bergeyre.
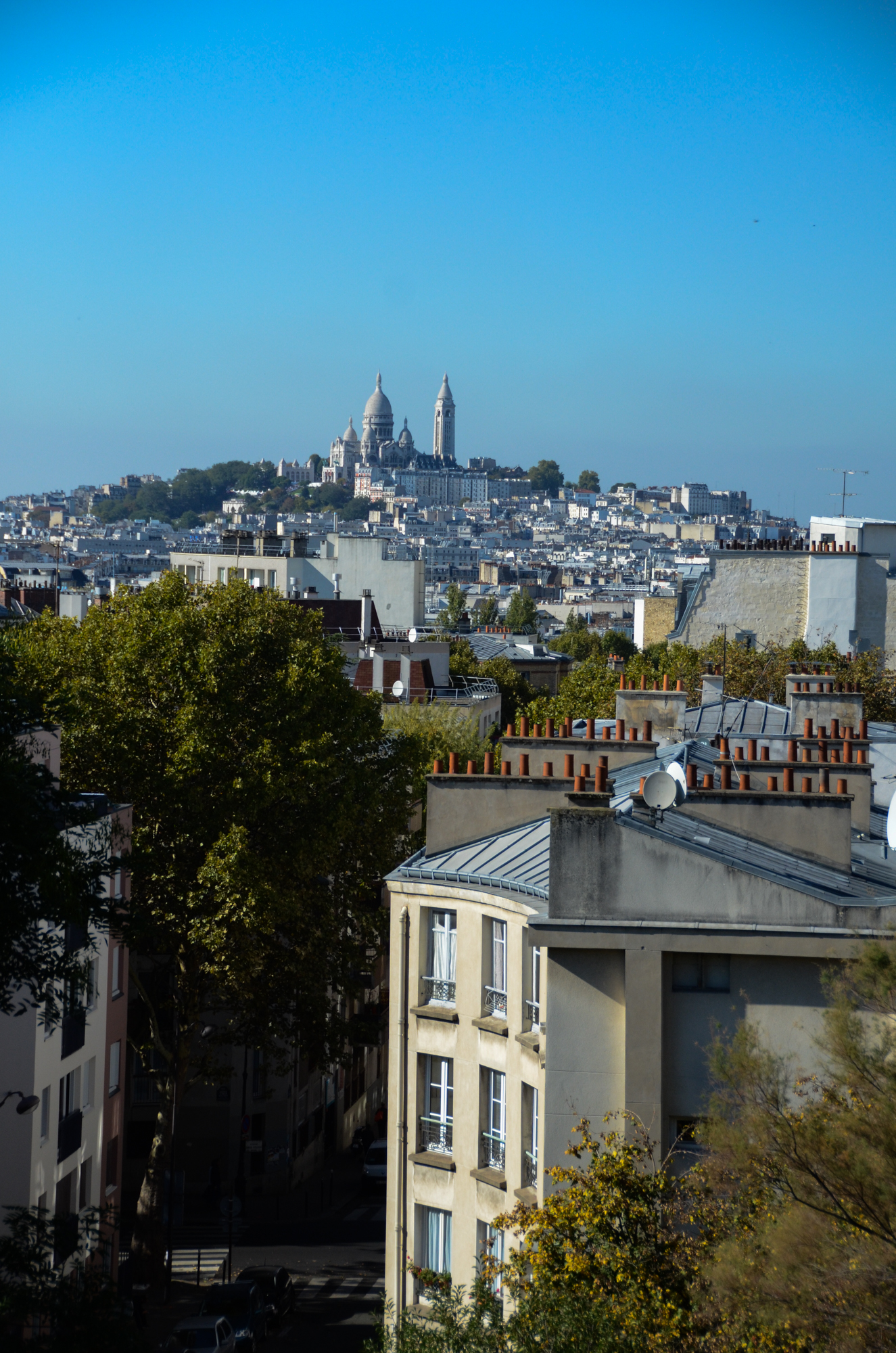
In lontananza la Basilica del Sacro Cuore.

Situato sulla butte Bergeyre, il giardino dispone d'un accesso all'angolo della rue Georges-Lardennois (a livello del numero 78) con la rue Rémy-de-Gourmont. Quanto al giardino condiviso, esso è aperto due volte la settimana, il mercoledì pomeriggio e la domenica pomeriggio.

## Trasporti
Il giardino è servito dalla linea 7 bis della metropolitana con la stazione Bolivar.